# Ransbergs socken
Ransbergs socken i Västergötland ingick i Vadsbo härad, ingår sedan 1971 i Tibro kommun och motsvarar från 2016 Ransbergs distrikt.
Socknens areal är 127,01 kvadratkilometer varav 111,74 land. År 2000 fanns här 1 539 invånare.  Tätorten Fagersanna samt kyrkbyn Ransberg med sockenkyrkan Ransbergs kyrka ligger i socknen.

## Administrativ historik
Socknen har medeltida ursprung.  
Vid kommunreformen 1862 övergick socknens ansvar för de kyrkliga frågorna till Ransbergs församling och för de borgerliga frågorna bildades Ransbergs landskommun. Landskommunen uppgick 1952 i Mölltorps landskommun som upplöstes 1971 då denna del uppgick i Tibro kommun.
1 januari 2016 inrättades distriktet Ransberg, med samma omfattning som församlingen hade 1999/2000.
Socknen har tillhört län, fögderier, tingslag och domsagor enligt vad som beskrivs i artikeln Vadsbo härad. De indelta soldaterna tillhörde Skaraborgs regemente, Södra Vadsbo kompani och Livregementets husarer, Vadsbo skvadron, Vadsbo kompani.

## Geografi
Ransbergs socken ligger sydväst om Karlsborg kring sjön Örlen och Tidan i väster. Socknen är en kuperad skogsbygd med inslag av odlingsbygd. 

## Fornlämningar
Två gravar av bronsålderstyp är funna.

## Namnet
Namnet skrevs 1350 Ransbiergh och kommer troligen från prästgården. Efterleden berg syftar troligen på höjden Ranekulla vid kyrkan. Förleden innehåller troligen ramn, 'korp' som här kanske används som mansnamn.